# Angela Anaconda
Angela Anaconda è una serie televisiva animata canadese e statunitense del 1999, creata da Joanna Ferrone e Sue Rose.
La serie, caratterizzata dall'innovativa particolarità tecnica attraverso cui tutti i personaggi sono realizzati tramite ritagli di fotografie in bianco e nero, è stata trasmessa per la prima volta in Canada su Teletoon dal 4 ottobre 1999 al 10 dicembre 2001, per un totale di 65 episodi ripartiti su tre stagioni. In Italia la serie è stata trasmessa su Italia 1 dal 14 gennaio 2006.

## Trama
La serie si concentra sulle avventure di una bambina di 8 anni di nome Angela nella città immaginaria di Tapwater Springs.

## Episodi
| Stagione         | Episodi | Prima TV USA | Prima TV Italia |
| ---------------- | ------- | ------------ | --------------- |
| Prima stagione   | 26      | 1999         | 2006            |
| Seconda stagione | 25      | 2000-2001    | 2006            |
| Terza stagione   | 14      | 2001         | 2007            |

## Personaggi e doppiatori

### Personaggi principali
- Angela Anaconda, voce originale di Sue Rose, italiana di Veronica Pivetti.
- Johnny Abatti, voce originale di Al Mukadam, italiana di Irene Scalzo.
- Gina Lash, voce originale di Bryn McAuley, italiana di Tosawi Piovani.
- Gordy Rhinehart, voce originale di Edward Glen, italiana di Patrizia Scianca.
- Nanette Manoir, voce originale di Ruby Smith-Merovitz, italiana di Marina Massironi e Alessandra Karpoff.
- Signora Ephegenia Brinks, voce originale di Richard Binsley, italiana di Rosalba Bongiovanni.

### Personaggi ricorrenti
- Astronauta Bob, voce originale di Robert Smith.
- Candy May, voce originale di Julie Lemieux.
- Carmella "Nonna" Abatti, voce originale di Linda Kash, italiana di Grazia Migneco.
- Coach Rhinehart, voce originale di Robert Smith.
- Conrad "Connie" Brinks, voce originale di Richard Binsley.
- Howell, voce originale di Robert Smith.
- January Cole, voce originale di Olivia Garratt.
- Karlene Trainor, voce originale di Annick Obonsawin.
- Jimmy Jamal, voce originale di Kevin Duhaney.
- Josephine Praline, voce originale di Cara Pifko.
- Mark Anaconda, voce originale di Rob Tinkler.
- Derek Anaconda, voce originale di Rob Tinkler, italiana di Davide Garbolino.
- Nicholas "Zio Nicky" Abatti, voce originale di Ron Rubin, italiana di Claudio Moneta.
- William Anaconda, voce originale di Diego Matamoros, italiana di Giorgio Bonino.
- Geneva Anaconda, voce originale Allegra Fulton, italiana di Stefania Patruno.

### Personaggi secondari
- Nonna Lou Anaconda, voce italiana di Annamaria Mantovani.
- Pierre / Peter, voce italiana di Giovanni Battezzato.
- Dottoressa Yamagachi, voce italiana di Cinzia Massironi.